# Batgera(B), Sedam
Batgera(B) là một làng thuộc tehsil Sedam, huyện Gulbarga, bang Karnataka, Ấn Độ.